# Meldpunt Opbrekingen Openbare Ruimte
Het Meldpunt Opbrekingen Openbare Ruimte (afkorting MOOR) is een Nederlands online platform voor gemeenten. Netbeheerders en aannemers die werkzaamheden plannen in een gemeente die is aangesloten op MOOR, kunnen digitaal een vergunning aanvragen of een melding doen.

## Centraal opbrekingen-archief
Omdat steeds meer gemeenten op MOOR zijn aangesloten, ontstaat er een centrale plek waar alle actuele informatie over opbrekingen (nu, in het verleden en in de toekomst) online beschikbaar is.

## Sneller werken, beter beslissen
MOOR geeft wegbeheerders de mogelijkheid om de complete regie te voeren over opbrekingen in de openbare ruimte, met behulp van het MOOR Platform®.
Het MOOR Platform® adresseert het gehele ketenproces. Dit leidt tot sneller en efficiënter (samen)werken en tot een betere besluitvorming en afstemming. Ontsluiten van belangrijke databronnen maakt het mogelijk om belemmerende factoren inzichtelijk te maken en samen met het kaartgebaseerd werken wordt het ontwerp en beslissingsproces efficiënter afgehandeld.
Het MOOR Platform® is in Nederland dé standaard voor het ondersteunen van alle processen die te maken hebben met het plannen, vergunnen, uitvoeren en administratief afhandelen van werkzaamheden aan de ondergrondse infrastructuur.